# 1992년 세계 주니어 육상 선수권 대회
제4회 세계 주니어 육상 선수권 대회는 국제 육상 경기 연맹(IAAF)의 주관으로 1992년 9월 16일부터 9월 20일까지 대한민국 서울 특별시 서울올림픽주경기장에서 열린 국제 육상 대회이다.